# Wasilew Szlachecki
Wasilew Szlachecki – wieś w Polsce położona w województwie mazowieckim, w powiecie sokołowskim, w gminie Repki. Ma status sołectwa. Leży na lewym brzegu Bugu, na obszarze Nadbużańskiego Parku Krajobrazowego.
W latach 1975–1998 miejscowość administracyjnie należała do województwa siedleckiego.
Wierni Kościoła rzymskokatolickiego należą do parafii św. Stanisława w Skrzeszewie.